# Marian Krudowski
Marian Krudowski (ur. 25 marca 1892 w Bochni, zm. 4 sierpnia 1953 we Wrocławiu) – pułkownik piechoty Wojska Polskiego, kawaler Orderu Virtuti Militari.

## Życiorys
Syn Jana (technika drogowego) i Marii z Brzózków. Pochodził z rodziny wielodzietnej. W 1912 roku ukończył gimnazjum w Bochni i rozpoczął studia prawnicze na Uniwersytecie Jagiellońskim w Krakowie. W tym czasie przystąpił również do Związku Strzeleckiego, a po wybuchu I wojny światowej wstąpił (w dniu 17 stycznia 1915 r.) do Legionu Puławskiego, z którym przeszedł cały szlak bojowy tej jednostki. Następnie służył (od 16 września 1915 r.) jako młodszy oficer w Brygadzie Strzelców Polskich i na stanowisku zastępcy szkoły podoficerskiej 1 pułku strzelców Dywizji Strzelców Polskich. Z dniem 4 czerwca 1917 r. objął dowództwo kompanii sztabowej w Dywizji Strzelców Polskich, potem pełnił funkcję inspektora w tej dywizji. W polskich formacjach wojskowych walczących u boku armii rosyjskiej dosłużył się stopnia porucznika. Za męstwo wykazane podczas służby w Legionie Puławskim odznaczony został w późniejszym okresie Krzyżem Srebrnym Orderu Virtuti Militari, co zostało następnie potwierdzone dekretem Wodza Naczelnego marszałka Józefa Piłsudskiego L. 12661.VM z dnia 10 maja 1922 r. (opublikowanym w Dzienniku Personalnym Ministerstwa Spraw Wojskowych Nr 17 z dnia 22 czerwca 1922 r.).
Po powrocie na teren centralnej Polski organizował (od września 1918 r.) żandarmerię w Zagłębiu Dąbrowskim. Od listopada 1918 do maja 1919 roku pełnił służbę na stanowisku komendanta Placu Kielce. W maju 1919 roku został przeniesiony do 11 pułku piechoty, w szeregach którego przebywał na froncie do lipca 1920 roku. Wskutek choroby zmuszony był przejść do batalionu zapasowego 11 pp. Z dniem 18 sierpnia 1920 r. został referentem ewakuacyjnym w Wydziale I Sztabu Dowództwa Okręgu Generalnego „Kielce” w Kielcach, ale już w dniu 24 sierpnia 1920 r. został ponownie przydzielony (na własną prośbę) do baonu zapasowego 11 pułku piechoty w Sosnowcu. Na mocy dekretu L. 2265 wydanego w dniu 19 sierpnia 1920 r. przez Naczelnego Wodza – marszałka Józefa Piłsudskiego – został z dniem 1 kwietnia 1920 r. zatwierdzony w stopniu kapitana w piechocie (jako oficer z grupy byłych Korpusów Wschodnich). W dniu 14 listopada 1920 r. został przydzielony do baonu zapasowego 2 pułku piechoty Legionów na stanowisko zastępcy dowódcy batalionu. Od 1 grudnia 1920 r. był zastępcą kierownika Centrum Wyszkolenia Piechoty. Uczestniczył w przygotowaniach do III powstania śląskiego. Następnie pozostawał w dyspozycji dowództwa 7 Dywizji Piechoty jako oficer sztabowy.
Na dzień 1 czerwca 1921 r. jako kapitan 11 pułku piechoty ponownie pełnił służbę w Dowództwie Okręgu Generalnego „Kielce”. Dekretem Naczelnika Państwa i Wodza Naczelnego z dnia 3 maja 1922 r. (L. 19400/O.V.) został zweryfikowany w stopniu majora ze starszeństwem z dnia 1 czerwca 1919 r. i 289. lokatą w korpusie oficerów piechoty. W roku 1922 pełnił, jako nadetatowy oficer 11 pułku piechoty, służbę w dowództwie 28 Dywizji Piechoty i odkomenderowany był na kurs szyfrowy w Oddziale II Sztabu Generalnego. Z dniem 20 sierpnia 1922 r. został przydzielony (w korpusie oficerów piechoty) na stanowisko referenta w Oddziale III Dowództwa Okręgu Korpusu Nr I w Warszawie. W roku 1923 pełnił już służbę w 72 pułku piechoty z Radomia, zajmując w tym czasie 271. lokatę wśród majorów korpusu piechoty. We wrześniu 1924 roku został przeniesiony do 21 pułku piechoty z Warszawy na stanowisko dowódcy I batalionu (zajmował wówczas 105. lokatę pośród majorów piechoty). Batalionem tym dowodził również w następnych latach. Z dniem 3 sierpnia 1925 r. major Marian Krudowski został przeniesiony służbowo (na mocy rozporządzenia O.V.L. 24481.E.1925 wydanego przez ministra spraw wojskowych – gen. dyw. Władysława Sikorskiego), w korpusie oficerów piechoty, z 21 pp na IV. 3-miesięczny kurs doszkolenia dla oficerów sztabowych piechoty w Grupie.
Rozporządzeniem Prezydenta RP Stanisława Wojciechowskiego z dnia 3 maja 1926 r. został awansowany do stopnia podpułkownika, ze starszeństwem z dnia 1 lipca 1925 r. i 25. lokatą w korpusie oficerów piechoty. Podczas przewrotu majowego opowiedział się po stronie marszałka Piłsudskiego. Będąc uczestnikiem ćwiczenia aplikacyjnego rozegranego w 8 Dywizji Piechoty, oceniony został w marcu 1927 roku przez inspektora armii – gen. dyw. Wacława Farę – jako oficer o wybitnych zdolnościach taktycznych i rozkazodawczych. Zarządzeniem Ministra Spraw Wojskowych opublikowanym w dniu 5 maja 1927 r. podpułkownik Marian Krudowski został przeniesiony, w korpusie oficerów piechoty, z 21 pułku piechoty do 57 pułku piechoty z Poznania, na stanowisko zastępcy dowódcy pułku. Pozostając na tym stanowisku zajmował w roku 1928 – 20. lokatę pośród podpułkowników piechoty w swoim starszeństwie. W listopadzie 1929 roku został oceniony przez gen. dyw. Józefa Rybaka (inspektora armii) jako bardzo dobry i inteligentny żołnierz. W czerwcu 1930 roku ogłoszono przeniesienie ppłk. Krudowskiego z 57 pp do 10 pułku piechoty z Łowicza, na stanowisko dowódcy pułku, które objął z dniem 11 czerwca 1930 r.. W II połowie 1930 roku jako dowódca 10 pp zajmował 85. lokatę łączną wśród podpułkowników piechoty (była to jednocześnie 14. lokata w starszeństwie). Z dniem 19 października 1931 r., na podstawie zarządzenia Ministra Spraw Wojskowych (podpisanego w zastępstwie przez gen. dyw. Kazimierza Fabrycego), został przydzielony na 2-tygodniowy kurs informacyjno-gazowy w Szkole Gazowej. Pozostając na stanowisku dowódcy 10 pułku piechoty zajmował w roku 1932 – 8. lokatę wśród podpułkowników korpusu piechoty w swoim starszeństwie. W tym samym roku ppłk Marian Krudowski został odznaczony Krzyżem Niepodległości.
Zarządzeniem Prezydenta Rzeczypospolitej Ignacego Mościckiego z dnia 21 grudnia 1932 r. został awansowany do stopnia pułkownika, ze starszeństwem z dnia 1 stycznia 1933 r. i 2. lokatą w korpusie oficerów piechoty. Dowódcą 10 pułku piechoty pozostał do czasu kampanii wrześniowej 1939 roku. Na dzień 1 lipca 1933 r. zajmował 132. lokatę wśród pułkowników piechoty, a w dniu 5 czerwca 1935 r. – 111. lokatę łączną pośród pułkowników korpusu piechoty. W listopadzie 1936 roku nadano płk. Krudowskiemu, za zasługi w służbie wojskowej, Krzyż Oficerski Orderu Odrodzenia Polski. Za rok 1936 został zaopiniowany przez gen. bryg. Tadeusza Kutrzebę jako „bardzo dobry dowódca pułku piechoty w polu”. W kolejnych latach (1937–1938) pułkownik Krudowski był pozytywnie opiniowany przez gen. bryg. Antoniego Szyllinga, który widział w nim oficera nadającego się na stanowisko dowódcy piechoty dywizyjnej. Na dzień 23 marca 1939 r. nadal zajmował 2. lokatę wśród pułkowników piechoty w swoim starszeństwie.
W 1939 roku zgodnie z przydziałem mobilizacyjnym, po ogłoszeniu mobilizacji powszechnej, miał objąć stanowisko dowódcy piechoty dywizyjnej rezerwowej 44 Dywizji Piechoty. Stanowiska tego ostatecznie nie objął i kampanię wrześniową odbył na czele 10 pułku piechoty, z którym walczył w bitwie nad Bzurą. Po rozbiciu pułku trafił do niemieckiej niewoli, z której został wyzwolony w dniu 6 kwietnia 1945 r. przez wojska brytyjskie. Po wyzwoleniu przebywał we Francji i Wielkiej Brytanii. Latem 1947 roku powrócił do Polski i zamieszkał we Włocławku. Podjął pracę w Automobilklubie Polskim, z którego został zwolniony wskutek represji. Dłuższy czas pozostawał bez zatrudnienia, następnie pracował w „Bacutilu” w Świdnicy.  
Pułkownik Marian Krudowski w toku swej służby w 10 pułku piechoty zyskał sobie duże uznanie i sympatię społeczeństwa łowickiego.
Zmarł nagle we Wrocławiu w dniu 4 sierpnia 1953 r. i pochowany został w grobowcu rodziny Bukowieckich na Cmentarzu Katedralnym w Łowiczu (sektor 2 grób 3994).

## Życie prywatne
Spośród jego ośmiorga rodzeństwa dwaj bracia, Jan i Stefan Marceli, zostali zamordowani w Katyniu, a Józef w Auschwitz.
W 1915 roku ożenił się z Janiną Zofią z Brzósków (1896–1955) – krewną ks. Stanisława Brzóski, z którą miał dwoje dzieci: córkę Irenę po mężu Kryczyńską (1916–1997) i syna Andrzeja (1927–1990).
W Wojsku Polskim pełnił służbę również jego brat ppłk piech. Zygmunt Krudowski (1894–1939), zastępca i dowódca 1 pułku strzelców podhalańskich.

## Awanse
- kapitan – zatwierdzony w tym stopniu został z dniem 1 kwietnia 1920 r.[7]
- major – zweryfikowany w tym stopniu został w dniu 3 maja 1922 r. ze starszeństwem z dnia 1 czerwca 1919 r. i 289. lokatą[12]
- podpułkownik – ze starszeństwem z dnia 1 lipca 1925 r. i 25. lokatą[21]
- pułkownik – ze starszeństwem z dnia 1 stycznia 1933 r. i 2. lokatą[33]

## Ordery i odznaczenia
- Krzyż Srebrny Orderu Wojskowego Virtuti Militari nr 5311[2]
- Krzyż Niepodległości (15 czerwca 1932)[45][32]
- Krzyż Oficerski Orderu Odrodzenia Polski (11 listopada 1936)[46][37]
- Krzyż Walecznych (dwukrotnie)[17]
- Złoty Krzyż Zasługi (10 listopada 1928)[47][42]
- Medal Zwycięstwa („Médaille Interalliée”)[48][24]